# Economia de Sèrbia
L'economia de Sèrbia es basa en els serveis, que responen per 63% del producte interior brut. Durant el període de govern de Slobodan Milošević, el país va sofrir sancions internacionals, que van perjudicar la seva infraestructura i indústria durant els atacs aeris de l'OTAN el 1999.